# NGC 4765
NGC 4765 (również PGC 43775 lub UGC 8018) – galaktyka karłowata znajdująca się w gwiazdozbiorze Panny. Odkrył ją William Herschel 17 kwietnia 1786 roku. Jest zwykle klasyfikowana jako blue compact dwarf (BCD).